# Croix de Kérity
La croix de Kérity, ou croix de Sainte-Barbe, est située sur la commune de Paimpol en France.

## Localisation
La croix est située rue Sainte-Barbe dans le quartier de Kérity sur la commune de Paimpol dans le département des Côtes-d'Armor, dans la région Bretagne.

## Historique
La croix est inscrite au titre des monuments historiques par arrêté du 31 mars 1926.

## Galerie

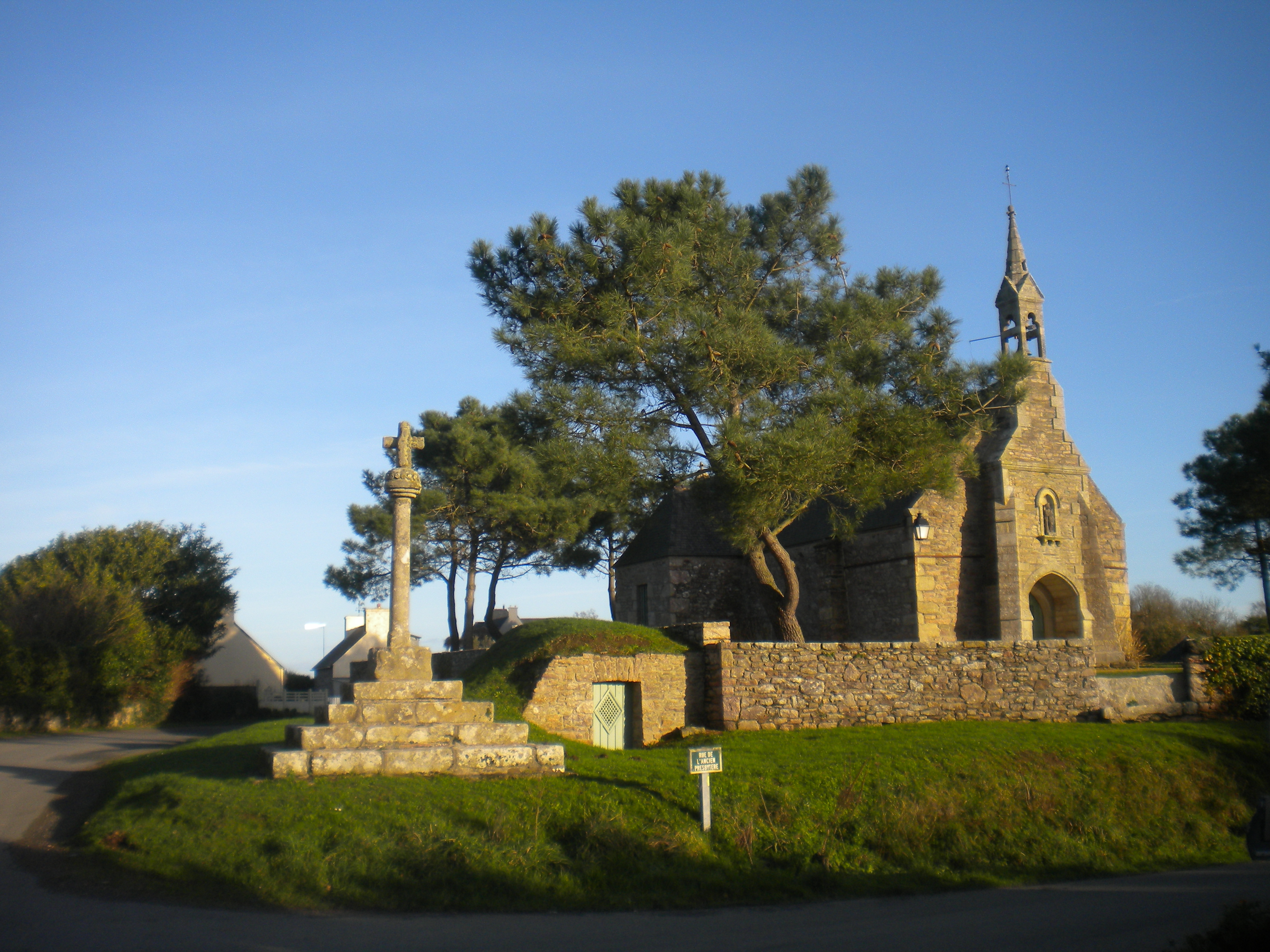
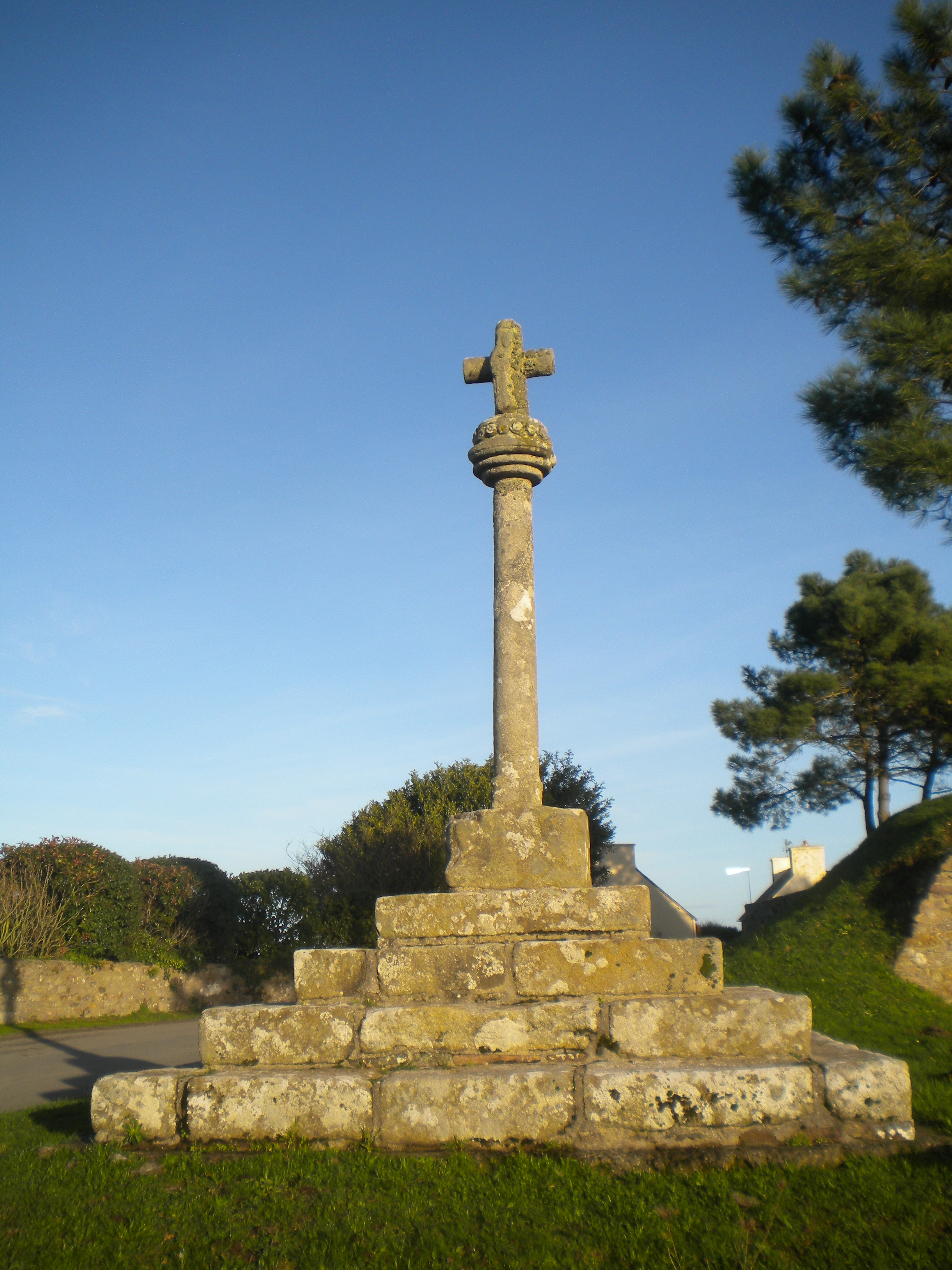
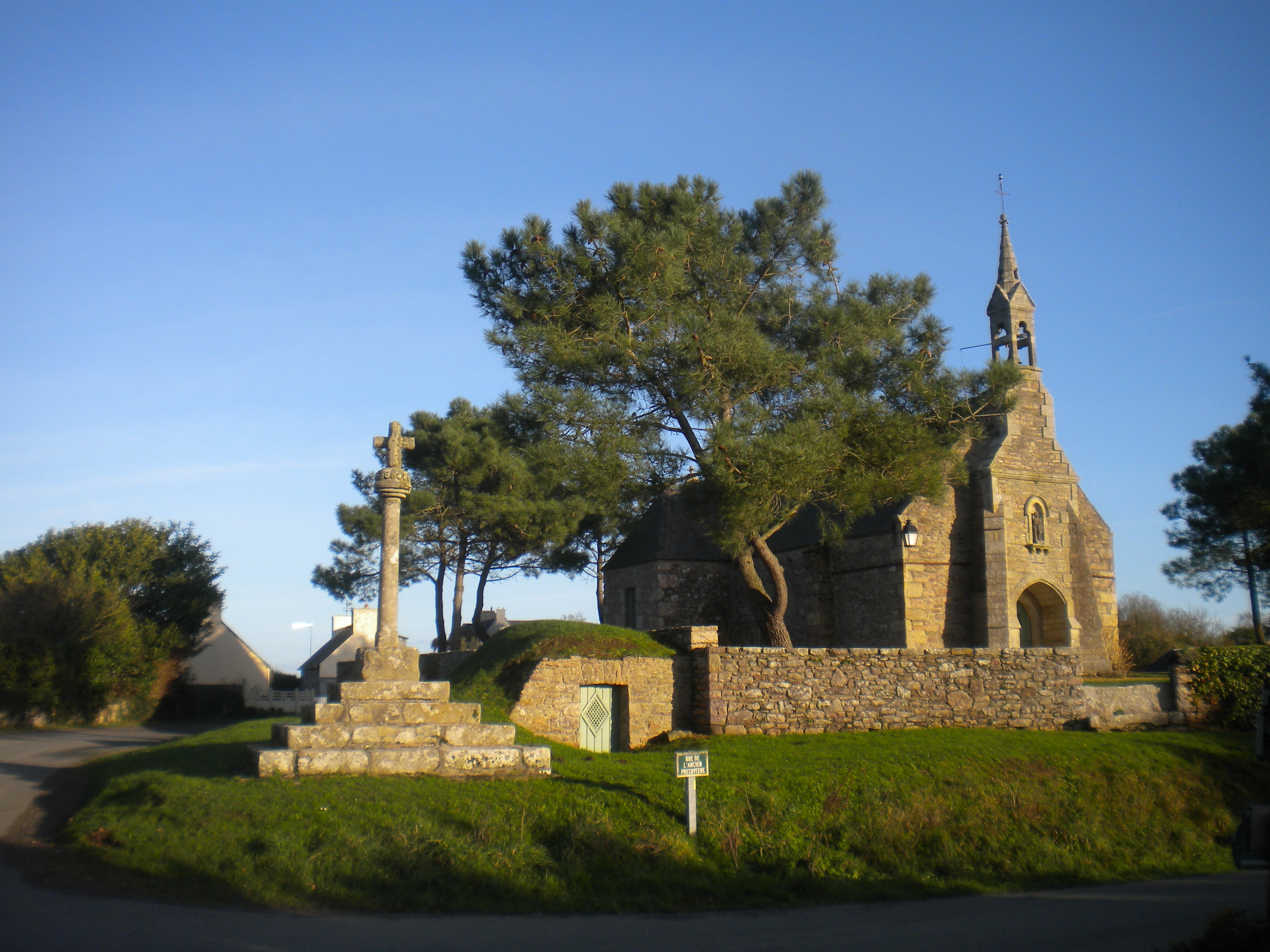